# Molophilus bubbera
Molophilus bubbera är en tvåvingeart som beskrevs av Günther Theischinger 1992. Molophilus bubbera ingår i släktet Molophilus och familjen småharkrankar. Inga underarter finns listade i Catalogue of Life.